# Мілко Джуровський
Мі́лко Джуро́вський (мак. Милко Ѓуровски, нар. 26 лютого 1963, Тетово) — югославський та македонський футболіст, нападник. По завершенні ігрової кар'єри — футбольний тренер.

## Клубна кар'єра
У дорослому футболі дебютував 1980 року виступами за команду клубу «Црвена Звезда», в якій провів шість сезонів, взявши участь у 115 матчах чемпіонату. У складі «Црвени Звезди» був одним з головних бомбардирів команди, маючи середню результативність на рівні 0,47 голу за гру першості.
Своєю грою за цю команду привернув увагу представників тренерського штабу клубу «Партизан», до складу якого приєднався 1986 року. Відіграв за белградську команду наступні чотири сезони своєї ігрової кар'єри. В новому клубі був серед найкращих голеодорів, відзначаючись забитим голом в середньому щонайменше у кожній третій грі чемпіонату.
Згодом з 1990 по 1996 рік грав у складі команд клубів «Гронінген», «Камбюр», «Марибор», «Нім-Олімпік» та «Желєзнічар» (Марибор).
Завершив професійну ігрову кар'єру у словенському клубі «Олімпія» (Любляна), за команду якого виступав протягом 2005–2006 років.

## Виступи за збірні
У 1984 році дебютував в офіційних матчах у складі національної збірної Югославії. Протягом кар'єри у національній команді, яка тривала усього 2 роки, провів у формі головної команди країни 6 матчів, забивши 2 голи. У 1994 році відіграв 3 матчі у складі національної збірної Македонії.

## Кар'єра тренера
Розпочав тренерську кар'єру відразу ж по завершенні кар'єри гравця, 2006 року, очоливши тренерський штаб клубу «Нафта».
В подальшому очолював команди клубів «Марибор» та «Вардар».
Наразі останнім місцем тренерської роботи був клуб «Беласиця» (Струмиця), команду якого Мілко Джуровський очолював як головний тренер до 2010 року.

## Титули і досягнення
- Бронзовий олімпійський призер: 1984